# Lysandra paucipuncta
Lysandra paucipuncta är en fjärilsart som beskrevs av Courv. 1912. Lysandra paucipuncta ingår i släktet Lysandra och familjen juvelvingar. Inga underarter finns listade i Catalogue of Life.